# Jaakko Paatela
Jaakko Sakari Paatela (né le 3 octobre 1922 à Helsinki – mort le 1er mars 1989 à Espoo) est un architecte finlandais concepteur d'hôpitaux et de bâtiments industriels.

## Biographie
Jaakko Paatela passe son baccalauréat au lycée normal d'Helsinki en 1942 et obtient son diplôme d'architecte de l'École supérieure technique de Finlande en 1947.
Il fait des voyages d'études en Europe et aux États-Unis en 1951 et 1965, ainsi qu'au Japon en 1963.
De 1948 à 1950, Jaakko Paatela est assistant à l'École supérieure technique de Finlande.
Il est assistant à l'urbanisme d'Otto-Iivari Meurman de 1948 à 1949.
En 1952, il reprend avec son frère Veli Paatela, le cabinet d'architecture de leur père Jussi Paatela.
Ensemble, ils conçoivent un certain nombre d'installations hospitalières renommées à Helsinki, notamment les bâtiments administratifs du centre hospitalier universitaire d'Helsinki (1962, 1967), des extensions et des réparations de l'hôpital chirurgical d'Helsinki (1986), la clinique de gynécologie (1986), l'hôpital de Töölö (1960, 1967), l'hôpital central de Kotka (1967) et plusieurs réparations et extensions hospitalières également à Turku.
En 1951, il fonde un cabinet d'architecte avec son épouse Eva Paatela.
Le cabinet fonctionne jusqu'en 1989.
Parmi leurs principaux travaux : l’hôpital universitaire de Kuopio, les hôpitaux de Hyvinkää et de Lahti, les centres de santé de Tornio, Hyvinkää et Lahti ainsi que l’Institut national du sang de Tilkka (1958).

## Ouvrages
Parmi les ouvrages conçus par Jaakko Paatela :
- Hôpital universitaire de Kuopio (KYS) avec Veikko Larkas, 1958[3]
- Immeuble résidentiel, Hakolahdenkuja 4, Helsinki, 1960
- Habitation, Rantapaadentie, Helsinki 1961, avec Eva Paatela
- Bâtiment industriel de Oy Esmi Ab, Lauttasaarentie 50, Helsinki, 1964,
- Tour hospitalière de Meilahti, Helsinki, 1965, avec Reino Koivula[3]
- Bâtiments de l'hôpital de Meilahti, Helsinki 1965
- Hôpital central de la vallée de la Kymi avec Veli Paatela, 1967[3]
- Hôpital central de Botnie-Occidentale (extensions), Kemi 1971, 1973 et 1987, avec Eva Paatela[4],[3].
- Mémorial du cimetière d'Eurajoki.

## Galerie

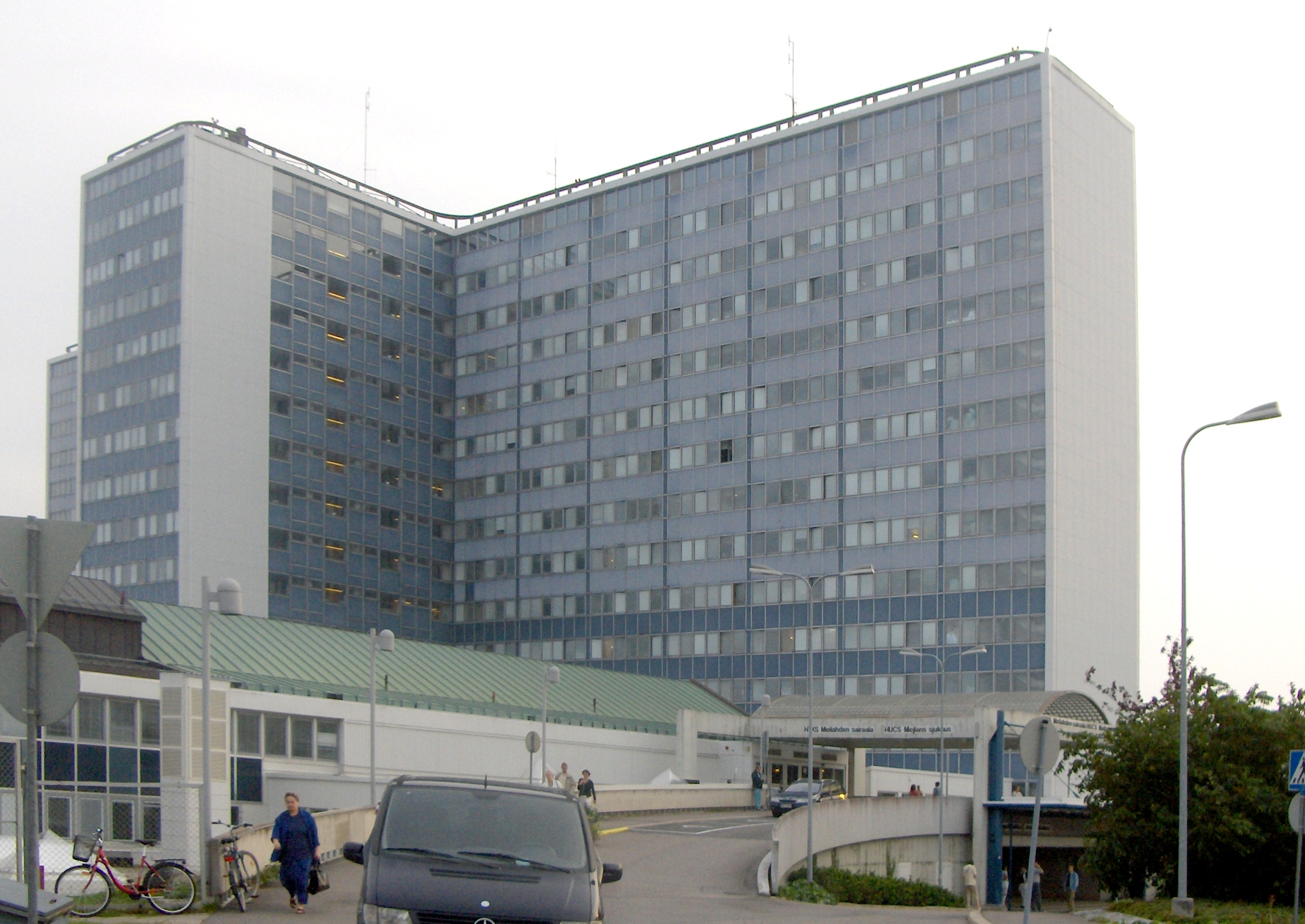
Tour hospitalière de Meilahti.
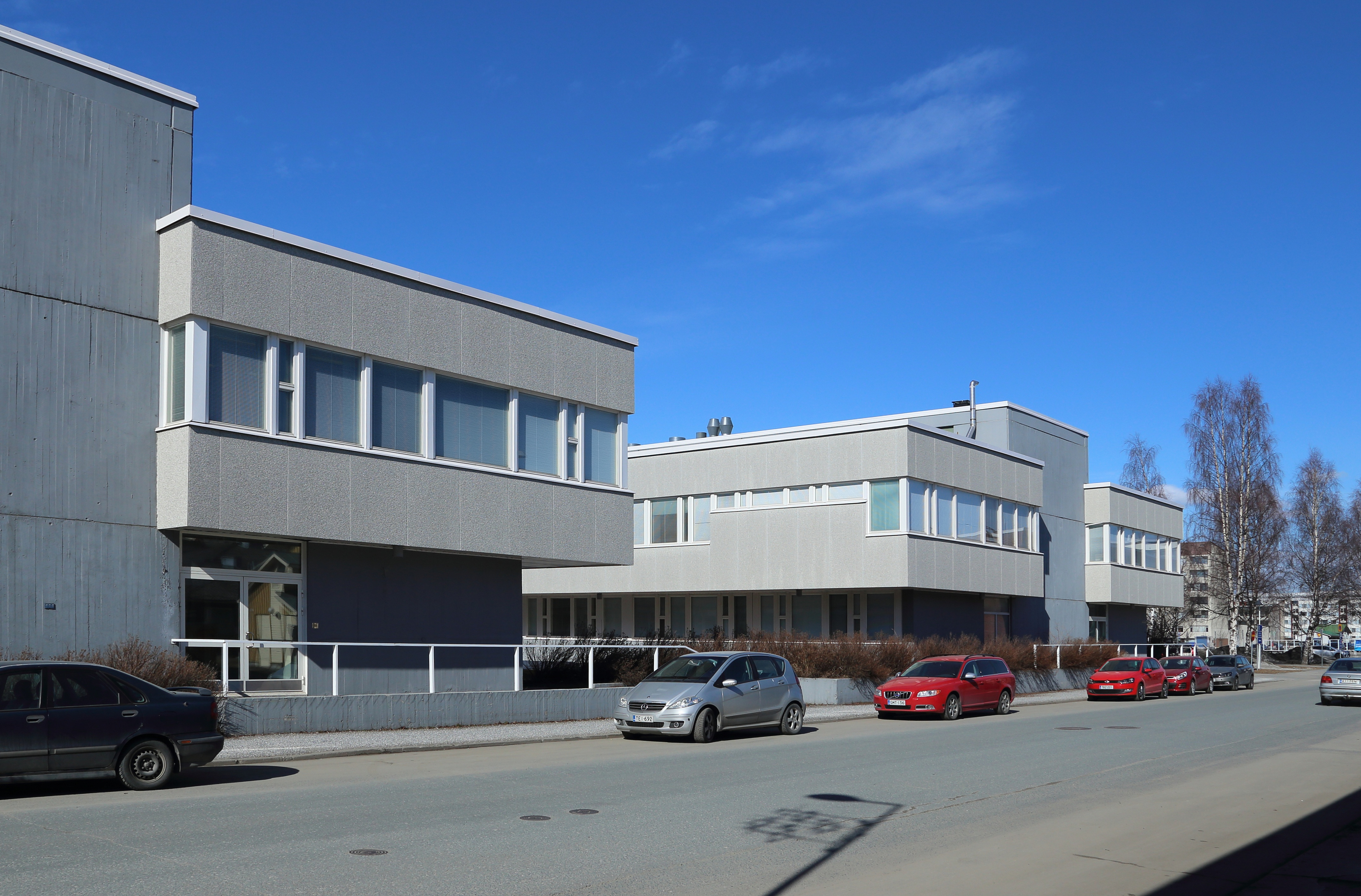
Hôpital central de Länsi-Pohja à  Kemi.
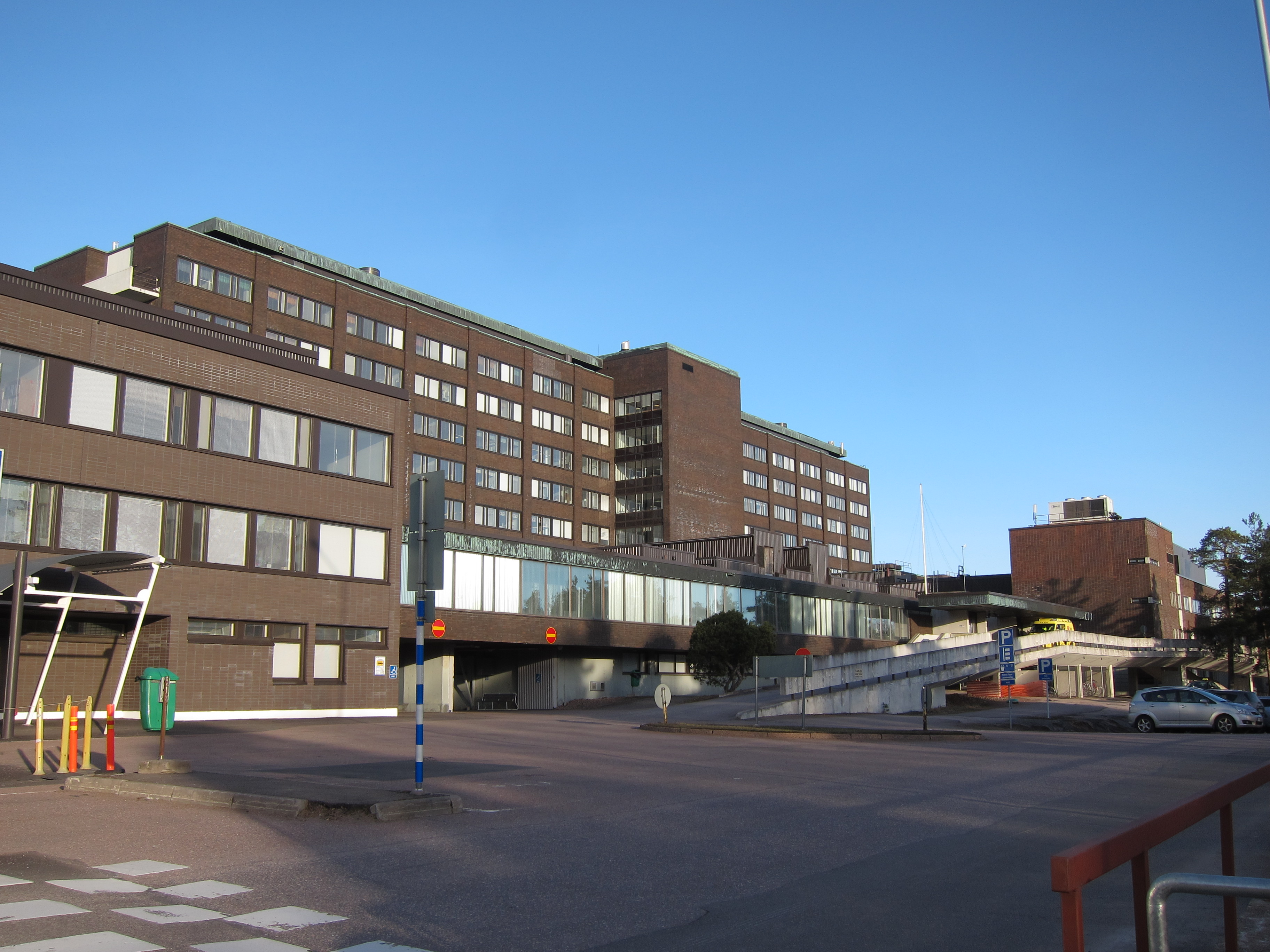
Hôpital central de la vallée de la Kymi.